# Ꙗ
Ꙗ (minuskule ꙗ) je již běžně nepoužívané písmeno cyrilice. Používá se pouze v liturgických textech. Písmeno vzniklo z potřeby rozlišit v psané podobě hlásky ě a ja, které byly původně obě zapisovány pomocí písmene Ѣ.
Písmeno Ꙗ nemá odpovídající vlastní protějšek v hlaholici, odpovídá mu protějšek písmena Ѣ, písmeno Ⱑ.